# Alejandro (hijo de Perseo de Macedonia)
Alejandro (siglo II a. C.) fue un príncipe macedonio, tercer hijo del rey Perseo.
Era todavía muy joven cuando su padre fue derrotado en la Batalla de Pidna (168 a. C.), que supuso el final del Reino de Macedonia; exhibido en el triunfo de Lucio Emilio Paulo (167 a. C.), fue mantenido bajo custodia en la ciudad de Alba Fucens. Este príncipe macedonio se convirtió en un hábil orfebre y tornero, aprendió el latín y llegó a ejercer como notario en Alba.